# 『竹島の日』を考え直す会
『竹島の日』を考え直す会（たけしまのひをかんがえなおすかい）は竹島（韓国名「独島」）の帰属について研究する日本の市民団体。代表は尹濚夏。竹島（独島）は古来から朝鮮・韓国領土だという立場。また、竹島の日の行事の政府イベントの昇格は違憲であり、日本は竹島を領土問題として見ず、歴史（認識）問題として見なければならないと主張している。

## 活動
2013年4月22日、「竹島の日」を考え直す会は、大阪で発足し活動を開始した。「東亜日報」の取材に対し、当初会員数は400人と回答している。2013年5月23日には、竹島（独島）にメンバーの久保井規夫 (元桃山学院大学講師）、黒田伊彦 (元大阪樟蔭女子大学講師）、一戸彰晃 (青森県 雲祥寺 住職）の3人が韓国から上陸し、韓国語で「独島は韓国のものだ!」と宣言した。彼らは、韓国メディアでは「良心的日本人」としてさかんに称揚されている。一方、竹島の領有権が日本にあると主張する川上健三や下條正男は、韓国メディアからは、少数の「極右学者」として断罪されている。
なお、坂本悠一（九州国際大学経済学部教授）は、この会のメンバーであったが、韓国側から竹島の入島を拒否されたため、上陸できなかった。
韓国の民間団体「独島を日本に知らせる運動連帯」（独島連、会長は裴三俊（ペ・サムジュン））と協力関係にある。
2023年10月24日、日本維新の会の岩谷良平衆議院議員の後援会が、『竹島の日』を考え直す会の女性理事から10万円の寄付を受けていたことが産経新聞によって報じられた。「岩谷良平後援会」の令和３年分の政治資金収支報告書によると、女性は同年10月19日に10万円を寄付した。岩谷議員は産経新聞の取材に、当選前に地元市議の紹介で女性と知り合ったとし、「外交の話をしたことはなく、団体の存在も知らなかった」「竹島は紛れもなく日本の固有の領土だ」と強調。竹島が韓国領との主張を支持することが目的だと判明すれば寄付は断るとする一方、自身の応援目的などであれば断る理由はないとして、10万円の返金はしないとした。この女性理事は産経新聞に対し「岩谷氏の人柄や維新の改革が気に入ったために寄付をした」と答えている。

## 会員

### 会長
- 尹濚夏

### メンバー
- 久保井規夫 (元桃山学院大学講師) - 『竹島の日』を考え直す会 副代表
- 黒田伊彦 (元大阪樟蔭女子大学講師)
- 一戸彰晃 (青森県 雲祥寺住職)
- 坂本悠一（元九州国際大学経済学部教授）